# Sistema de puntuación Elo

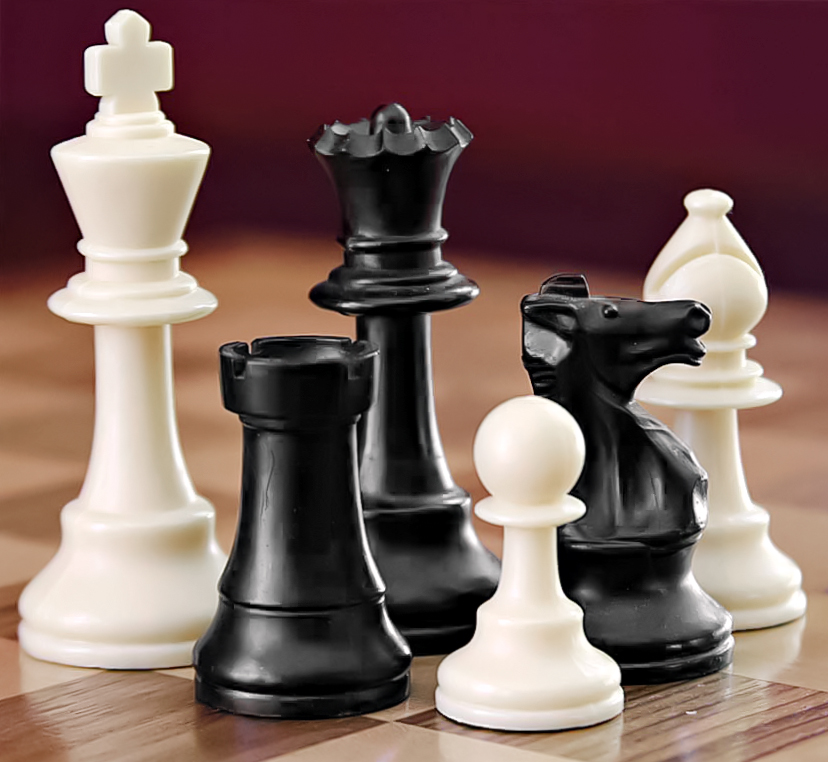
Sistema ELO: El más usado para clasificación de jugadores de ajedrez.

El sistema de puntuación Elo es un método matemático, basado en cálculo estadístico, para calcular la habilidad relativa de los jugadores de disciplinas como el ajedrez. Debe su nombre a su inventor, el profesor Árpád Élő (1903-1992), un físico estadounidense de origen húngaro, contrariamente a la suposición generalizadamente extendida de que se trata de un acrónimo. A veces se recurre al uso de mayúsculas ELO para distinguir al método respecto de la persona que lo inventó, aunque no es lo usual.

## Historia
El profesor Élő, quien trabajó para la United States Chess Federation o USCF (Federación de Ajedrez de Estados Unidos), fue designado en 1959 como presidente del comité de puntuación. Siendo él mismo ferviente ajedrecista aficionado, basado en datos estadísticos previos.
Por tradición conservó algunos conceptos del método previo: la escala de puntuación, y las categorías de clase. La escala tiene un límite mínimo de 0 y, aunque técnicamente no tiene valor máximo,  por cuestiones prácticas se ha establecido un límite superior teórico de 3000. Sitúa a los candidatos a maestros a partir de 2000.
La primera lista oficial del escalafón de la FIDE se publicó en julio de 1971. A partir de entonces se renovó con cierta irregularidad hasta enero de 1975, cuando comenzó a publicarse cada enero hasta 1981. A partir de dicho año la lista pasó a ser de carácter semestral hasta el año 2000, cuando comenzó a publicarse cada tres meses: en enero, abril, julio y octubre; pero a partir de septiembre de 2012 comenzó a actualizarse mensualmente.
El elo mínimo al comienzo era de 2205 en el caso de los hombres y 2005 en el caso de las mujeres. Este umbral se bajó a 2005 y 1805 respectivamente en la lista de enero de 1993. Posteriormente continuó descendiendo hasta llegar a ser 1000. Tras diversos estudios que implicaban la posible deflación que estaba bajada había provocado, en el año 2024.la FIDE decició devolver el elo mínimo a 1400
Los primeros jugadores de la lista inicial de 1971 fueron:
| N.º | Jugador          | País            | Elo  |
| --- | ---------------- | --------------- | ---- |
| 1   | Bobby Fischer    | Estados Unidos  | 2760 |
| 2   | Boris Spaski     | Unión Soviética | 2690 |
| 3   | Víctor Korchnoi  | Unión Soviética | 2670 |
| 4   | Bent Larsen      | Dinamarca       | 2660 |
| 5   | Tigran Petrosian | Unión Soviética | 2640 |
| 6   | Lev Polugayevski | Unión Soviética | 2640 |
| 7   | Mijaíl Botvínnik | Unión Soviética | 2630 |
| 8   | Vasili Smyslov   | Unión Soviética | 2620 |
| 9   | Mijaíl Tal       | Unión Soviética | 2620 |
| 10  | Efim Geller      | Unión Soviética | 2615 |

## Sistemas de escalafón Elo
El término «puntuación Elo» es a menudo usado para referirse a la puntuación de un jugador calculada por la FIDE. Sin embargo, esto se presta a confusiones y malentendidos, puesto que las ideas generales del sistema Elo son usadas por muchas organizaciones con diversidad de criterios, como la federación de ajedrez de Estados Unidos (USCF), los sitios web Internet Chess Club (ICC) y Yahoo! Games, la Federación Internacional de Scrabble en Español y la desaparecida Asociación Profesional de Ajedrecistas (PCA). 
Recientemente, la FIFA ha implementado un sistema de clasificación basado en el sistema Elo para confrontar con el método anterior que se sigue utilizando para el cálculo del Ranking FIFA.
Cada organización tiene su propia implementación, que puede ser diferente del sistema Elo original. En el caso de dos federaciones de ajedrez con su propio sistema, la FIDE y la USCF, sus escalafones no pueden ser comparables directamente. Por ejemplo, el gran maestro Grigori Kaidanov tiene una puntuación Elo de 2638 según la FIDE, y 2742 según la USCF. Sin embargo, por norma general se puede decir que el Elo de la USCF es unos 100 puntos más alto que el de la FIDE, y entre 0 y 600 puntos menor que el de sitios como ICC.

### Rangos de Elo según la FIDE
La FIDE publica y actualiza el escalafón de sus jugadores cada mes, en tres categorías según el ritmo de juego: clásico, rápido y blitz. También ha establecido una serie de títulos para los jugadores según su puntuación Elo a partir de 2000 (aunque recientemente agregó el título de Candidato a Maestro a partir de 2002). Además de estos títulos, la puntuación Elo permite ubicar a un jugador en ciertas categorías no oficiales. Según datos de marzo de 2021, la FIDE cuenta en su escalafón con 182.752 jugadores activos (aquellos que han disputado al menos una partida oficial de ritmo clásico en los últimos dos años), clasificados por rangos así (en la modalidad clásica y a partir de una puntuación Elo de 1000):
| 400-600   | +100 millones | Principiante [FOA]                                                       | --   | --  |
| 600-900   | +90 millones  | Aficionado [FOA]                                                         | --   | --  |
| 900-1000  | +70 millones  | Jugador de club medio [FOA]                                              | --   | --  |
| 1000-1100 | +60 millones  | Jugador de club fuerte [FOA]                                             | --   | --  |
| 1100-1400 | +50 millones  | Arena Candidate Master (ACM) [FOA]                                       | 377  | 5   |
| 1400-1700 | +40 millones  | Arena FIDE Master (AFM) [FOA]                                            | 792  | 10  |
| 1700-2000 | +10 millones  | Arena International Master (AIM) [FOA]                                   | 780  | 6   |
| 2000-2099 | +5 millones   | Arena Grandmaster (AGM) [FOA] Experto nacional Candidata a Maestra (WCM) | 377  | 485 |
| 2100-2199 | +900 mil      | Experto nacional Maestra FIDE (WFM)                                      | --   | 799 |
| 2200-2299 | +500 Mil      | Candidato a Maestro (CM) Maestra Internacional (WIM)                     | 1296 | 444 |
| 2300-2399 | +200 Mil      | Maestro FIDE (MF) Gran Maestra (WGM)                                     | 4845 | 207 |
| 2400-2499 | +50 mil       | Maestro Internacional (MI)                                               | 2570 | 121 |
| 2500-2599 | +5 mil        | Gran Maestro (GM)                                                        | 1333 | 37  |
| 2600-2699 | 207           | Súper Gran Maestro                                                       | --   | 1   |
| 2700-2799 | 35            | Candidato a Campeón del Mundo                                            | --   | --  |
| ≥2800     | 4             | Campeón del Mundo                                                        | 1    | --  |

### Rangos de Elo según la USCF
La Federación de Ajedrez de Estados Unidos usa su propio sistema de clasificación de jugadores según el siguiente criterio:
- 2400 y mayor: Senior Master
- 2300–2399: Maestro de la USCF
- 2200–2299: Maestro Nacional
- 2000–2199: Experto
- 1800–1999: Clase A
- 1600–1799: Clase B
- 1400–1599: Clase C
- 1200–1399: Clase D
- 1000–1199: Clase E
- 800–999: Clase F
- 600–799: Clase G
- 400–599: Clase H
- 200–399: Clase I
- 100–199: Clase J

En general, 800 es considerado el nivel inicial de principiante, 1600 intermedio y 2400 el de un profesional. En 2007, la media del nivel de todos los jugadores de la USCF era de 1657.

## Método

### Teoría matemática
La puntuación Elo de un jugador se determina a partir de sus resultados contra otros jugadores. La diferencia de la puntuación Elo entre dos jugadores determina una probabilidad estimada de puntuación entre ellos, llamada "puntuación esperada" o expectativa. La puntuación esperada de un jugador es su probabilidad de ganar más la mitad de su probabilidad de hacer tablas. Por ejemplo, una puntuación esperada de 0,75 puede representar un 75% de opciones de ganar, un 25% de probabilidades de perder y 0% opciones de hacer tablas. Pero, en el otro extremo, también podría significar un 50% de opciones de ganar, 0% de probabilidades de perder y 50% de opciones de hacer tablas. La probabilidad de empatar, al contrario que tener un resultado decisivo, no está especificada en el sistema Elo, considerándose un empate como media victoria y media derrota.
Si el jugador A tiene una puntuación Elo {\displaystyle R_{A}} y el jugador B tiene una puntuación Elo {\displaystyle R_{B}}, la fórmula exacta (usando una función logística) de la puntuación esperada del jugador A es
{\displaystyle E_{A}={\frac {1}{1+10^{(R_{B}-R_{A})/400}}}.}
Igualmente, la puntuación esperada para el jugador B es
{\displaystyle E_{B}={\frac {1}{1+10^{(R_{A}-R_{B})/400}}}.}
Esto puede ser expresado también como
{\displaystyle E_{A}={\frac {Q_{A}}{Q_{A}+Q_{B}}}}
y
{\displaystyle E_{B}={\frac {Q_{B}}{Q_{A}+Q_{B}}},}
donde {\displaystyle Q_{A}=10^{R_{A}/400}} y {\displaystyle Q_{B}=10^{R_{B}/400}}. En este último caso, el mismo denominador se aplica a ambas expresiones. Esto significa que al estudiar sólo los numeradores, nos damos cuenta que el puntaje esperado para el jugador A es {\displaystyle Q_{A}/Q_{B}} veces mayor que la puntuación esperada para el jugador B. De esto se deduce que por cada 400 puntos Elo de ventaja sobre el oponente, la probabilidad de ganar aumenta diez veces en comparación con la posibilidad de ganar del rival. Árpád Élő dejó establecida una tabla que denominó: Percent Scoring Expentancies as a Function of Rating Differences la cual recoge esas probabilidades o expectativas de victoria en función de la diferencia de puntuación Elo entre dos jugadores.
También hay que tener en cuenta que {\displaystyle E_{A}+E_{B}=1}. En la práctica, dado que la fuerza verdadera de un jugador es desconocida, las puntuaciones esperadas son calculadas usando el actual puntaje Elo de los jugadores.
El sistema Elo incrementa o disminuye la puntuación Elo de un jugador según su puntuación obtenida sea superior o inferior a su puntuación esperada. La idea original del sistema (la cual sigue siendo usada) es un simple ajuste lineal proporcional a la diferencia entre la puntuación esperada y la obtenida por un jugador. El máximo ajuste posible por juego, llamado "factor K", se estableció en K = 16 para maestros y K = 32 para jugadores de nivel menor.
Por ejemplo, si la puntuación esperada del jugador A es {\displaystyle E_{A}} pero su puntuación al final fue {\displaystyle S_{A}}, la fórmula de su nueva puntuación Elo es
{\displaystyle R_{A}^{\prime }=R_{A}+K(S_{A}-E_{A}).}
Este ajuste a la puntuación Elo de cada jugador puede ser hecho luego de cada partida, al finalizar un torneo, o contando las partidas de un periodo computable (por ejemplo, cada mes en el caso de la FIDE).
Por ejemplo, suponiendo que el jugador A tiene una puntuación Elo de 1613 y juega un torneo de cinco rondas en el que se enfrenta a cinco jugadores con los cuales obtiene los siguientes resultados:
| Elo jugador | Puntuación esperada | Resultado |
| ----------- | ------------------- | --------- |
| 1609        | 0,506               | 0         |
| 1477        | 0,686               | ½         |
| 1388        | 0,785               | 1         |
| 1586        | 0,539               | 1         |
| 1720        | 0,351               | 0         |
| media: 1556 | 2,867               | 2,5       |

De acuerdo con el sistema de puntuación del ajedrez, cada partida ganada vale un punto y cada empate medio punto. La puntuación esperada puede ser calculada para cada partida o para el promedio del puntaje Elo de todos los oponentes.
En este caso el jugador A, al tener un Elo superior en 1613-1556=57 puntos al de sus oponentes, tiene una expectativa o puntuación esperada de 2,867 puntos, pero solo sumó 2,5 por lo cual su nueva puntuación Elo será, de acuerdo con la fórmula anterior, igual a 1613 + 32 × (2,5 − 2,867)) = 1601, asumiendo un factor K=32.

### Factor K
El "factor K" es el valor de la constante K en la fórmula para establecer la variación de la puntuación Elo de un jugador. Este factor se establece de acuerdo con la puntuación Elo de un jugador. Actualmente la FIDE establece los valores de K así:
- K = 40: para jugadores nuevos en el escalafón hasta que completen al menos 30 partidas.
- K = 40: para jugadores menores de 18 años por debajo de 2300 de elo.
- K = 20: para jugadores que nunca hayan alcanzado 2400.
- K = 10: para jugadores que hayan alcanzado en algún momento 2400.

La federación de ajedrez de Estados Unidos (USCF) por su parte usa los siguientes valores de K:
- K = 32: para jugadores por debajo de 2100
- K = 24: para jugadores entre 2100 y 2400
- K = 16: para jugadores por encima de 2400

### Rendimiento Elo
| {\displaystyle p} | {\displaystyle d_{p}} |
| ----------------- | --------------------- |
| 1.00              | +800                  |
| 0.99              | +677                  |
| 0.9               | +366                  |
| 0.8               | +240                  |
| 0.7               | +149                  |
| 0.6               | +72                   |
| 0.5               | 0                     |
| 0.4               | -72                   |
| 0.3               | -149                  |
| 0.2               | -240                  |
| 0.1               | -366                  |
| 0.01              | -677                  |
| 0.00              | -800                  |

Así como la puntuación Elo de un jugador determina su puntuación esperada, la puntuación final determina la fuerza de un jugador de quien se hubiese esperado dicha puntuación. A esa evaluación se le denomina "rendimiento". Una de las fórmulas más comunes para calcular el rendimiento de un jugador es llamada "algoritmo de 400", compuesta de los siguientes pasos:
- Tomar el Elo de cada jugador derrotado y sumarle 400
- Tomar el Elo de cada jugador con quien se perdió y restarle 400
- Tomar el Elo de cada jugador con quien se hizo tablas
- Sumar todas las puntuaciones Elo y dividir por el número de partidas.

Esto se puede expresar por la siguiente fórmula:
{\displaystyle {\text{Rendimiento}}={\frac {{\text{Total del Elo de oponentes }}+400\times ({\text{Victorias}}-{\text{Derrotas}})}{\text{Partidas}}}}
En un ejemplo de cuatro partidas (2 victorias y 2 derrotas), se calcularía así:

{\displaystyle {\begin{aligned}&{\frac {w+400+x+400+y-400+z-400}{4}}\\[6pt]&{\frac {w+x+y+z+400(2)-400(2)}{4}}\end{aligned}}}
Otro ejemplo: vencer a un jugador con elo de 1000 da un rendimiento Elo de
{\displaystyle {\text{Rendimiento}}={\frac {1000+400\times (1)}{1}}=1400}
Vencer a dos jugadores con Elo de 1000 da un rendimiento de
{\displaystyle {\text{Rendimiento}}={\frac {2000+400\times (2)}{2}}=1400}
La FIDE, sin embargo, calcula el rendimiento de un jugador según la fórmula {\displaystyle Ro+d_{p}}, donde {\displaystyle Ro} es el promedio del Elo de los oponentes, y {\displaystyle d_{p}}es la diferencia del Elo del jugador con ese promedio. El valor de {\displaystyle d_{p}} está basado en el porcentaje de puntuación {\displaystyle p}, que es simplemente la cantidad de puntos obtenidos sobre la cantidad de puntos posibles; este factor se usa como clave en la tabla de la derecha.
En dicha tabla se determina que en caso de una puntuación perfecta o de cero, la diferencia será de ±800 (en realidad dicho valor debe ser indeterminado). La tabla completa puede hallarse en el Manual de la FIDE sección  8.1a

## Categorías de torneos de la FIDE
La FIDE clasifica los torneos de acuerdo con el promedio del Elo de sus jugadores, en grupos por diferencias de cada 25 puntos Elo a partir de 2251.
En 1970 se estableció que para alcanzar los títulos de Gran Maestro y Maestro Internacional era necesario alcanzar tres puntuaciones determinadas llamadas normas, en un periodo de tres años. Una norma es una puntuación mínima determinada por la categoría del torneo. Las categorías de los torneos y el porcentaje de puntos necesarios para alcanzar normas de GM o MI se ven en las siguientes tablas:
| Cat. | Elo       | Norma GM | Norma MI |
| ---- | --------- | -------- | -------- |
| 1    | 2251–2275 | -        | 76%      |
| 2    | 2276–2300 | -        | 73%      |
| 3    | 2301–2325 | -        | 70%      |
| 4    | 2326–2350 | -        | 67%      |
| 5    | 2351–2375 | -        | 64%      |

| Cat. | Elo       | Norma GM | Norma MI |
| ---- | --------- | -------- | -------- |
| 6    | 2376–2400 | 73%      | 60%      |
| 7    | 2401–2425 | 70%      | 57%      |
| 8    | 2426–2450 | 67%      | 53%      |
| 9    | 2451–2475 | 64%      | 50%      |
| 10   | 2476–2500 | 60%      | 47%      |

| Cat. | Elo       | Norma GM | Norma MI |
| ---- | --------- | -------- | -------- |
| 11   | 2501–2525 | 57%      | 43%      |
| 12   | 2526–2550 | 53%      | 40%      |
| 13   | 2551–2575 | 50%      | 36%      |
| 14   | 2576–2600 | 47%      | 33%      |
| 15   | 2601–2625 | 43%      | 30%      |

Como cada categoría abarca una diferencia de 25 puntos Elo, se pueden establecer categorías superiores a la 15 por cada 25 puntos Elo de diferencia. Por ejemplo, el Torneo de Candidatos 2013, al reunir a ocho de los mejores jugadores del escalafón mundial, tuvo un Elo medio de 2786,5 y fue un torneo de categoría 22.

## Debilidades
La más evidente, quizás, es que no se da ninguna ventaja a las blancas. Situación evidente en la práctica del juego, Elo argumentaba que se compensaba por la alternancia de bando de los jugadores en sus partidas.
Otra situación discutible es el concepto de "inflación". Bobby Fischer tuvo una puntuación máxima de 2785, y sería actualmente (diciembre de 2024) número 6 del mundo. Aunque otros consideran que esto indica exactamente lo que implica: debido al mayor conocimiento del juego (como el uso de ordenadores, más disponibilidad de material bibliográfico, etc) hace que jugadores de hoy en día sean mejores que los de años atrás.
Otro aspecto, relacionado con el anterior, las puntuaciones están en relación con su competición, lo que deja abierta la posibilidad de puntuaciones anormalmente altas (o bajas) dentro de un grupo controlado de jugadores. El conocimiento de esto permitió a Claude Bloodgood, que era solo un jugador con nivel de maestro, alcanzar una puntuación de 2702 (que era la segunda más alta de la USCF en aquel momento) a base de organizar y participar en cientos de torneos carcelarios que contaban con rivales en su mayor parte débiles.
Están las posibles explotaciones, la más común de las cuales es el hecho de que solo los jugadores activos tengan una puntuación activa. A menudo un joven ajedrecista prometedor deja de jugar torneos durante un amplio periodo de tiempo, pero sigue mejorando su capacidad. Esta persona podría circunstancialmente apuntarse en un gran torneo con importantes bolsas de premios para cada categoría, por lo que aumenta sus opciones de ganar gran cantidad de dinero, jugando contra rivales que teóricamente tienen menor capacidad. Otra forma común es el "emparejamiento selectivo": un jugador con puntuación más alta sólo retará o aceptará retos de oponentes apreciablemente más débiles.